# 董书民
董书民（1955年6月—），河北固安人，汉族，武警少将，中国书法家协会会员，中国共产党党员。中共十八大代表，第十二届全国人大代表。
毕业于西安政治学院法律专业。1973年12月入伍。曾任武警部队后勤部副政委、武警重庆总队政委等职。2013年退休。